# Franz Marc
Franz Moritz Wilhelm Marc (Múnich, 8 de febrero de 1880-Braquis, 4 de marzo de 1916) fue un pintor representante del expresionismo alemán del siglo XX. Es conocido por el empleo de colores vibrantes y la representación simbólica de animales, en especial caballos y ciervos. Falleció como soldado durante la Primera Guerra Mundial, víctima de un trozo de metralla que le impactó en la cabeza, durante la batalla de Verdún.

## Biografía
Hijo del pintor paisajista Wilhelm Marc y la institutriz Sophie Maurice realizó estudios de filosofía y teología influenciado por su madre; quien era una fervorosa creyente, antes de iniciar sus estudios de arte en la Academia de Bellas Artes de Múnich a la que ingresó en 1899 siguiendo los pasos de su padre. Durante su estancia en esta academia tuvo como maestros a Gabriel von Halk y Wilhelm von Diez.
Sus primeras creaciones fueron de estilo paisajista, pero en su viaje a París en 1903 descubre el impresionismo y, sobre todo, el trabajo de Vincent Van Gogh y Paul Gauguin, por cuyas obras sentía especial atracción. En 1910, trabó amistad con los pintores August Macke y Wassily Kandinsky, con quienes fundó el movimiento artístico Der Blaue Reiter. 

### Muerte
Se alistó como voluntario, mientras permanecía en Baviera, para luchar en la Primera Guerra Mundial, convencido de que esta era necesaria para purificar el alma de Europa. En el frente de batalla se desencantó de la idea de la guerra. Murió el 4 de marzo de 1916 en el frente de la Batalla de Verdún a la edad de 36 años por el impacto de una esquirla de metralla en la cabeza.

## Estilo y obra
Es conocido por los retratos de animales realizados durante su periodo expresionista, los cuales se caracterizan por la brillantez de sus colores primarios; inspirados en la paleta de Robert Delaunay, la simplicidad, la fuerza vital de la naturaleza y un profundo sentido de emoción; usando para ello colores significativos: azul para la austeridad masculina y lo espiritual, amarillo para la alegría femenina y el rojo para la violencia. Su estilo evolucionó del impresionismo al simbolismo, pasando por el cubismo, el futurismo y el expresionismo, llegando finalmente a una sobria abstracción. Su interés primario como artista era plasmar su veneración mística del mundo animal, del cual sentía especial predilección por caballos y cuervos; despreciando al ser humano, el cual no consideraba digno de retratar. Intenta representar así el mundo tal como lo ve el animal, mediante la simplificación formal y cromática de las cosas. De estilo paisajista en sus inicios, Marc se vio prontamente influenciado por el japonismo y el impresionismo francés, el cual descubrió en un viaje que hizo a París cuando contaba con 23 años en 1903. Además, hay teorías que sostienen que pudo tener un contacto directo con la pintura rupestre prehistórica ya que era un tema candente en su época. Se cree que dichas pinturas rupestres como las de las cuevas de Altamira pudieron tener que ver con su manera de representar a los animales en sus obras.
El martes 5 de febrero de 2008 en la casa de subastas Sotheby's de Londres fue vendido el cuadro "Weidende Pferde III" de 1919 por un valor de 17,4 millones de euros (US $24,4 millones de dólares); el valor más alto alcanzado por una obra de Franz Marc. Este cuadro era el único de esta serie en manos privadas y se desconoce quién lo adquirió.
La obra catalogada del artista está conformada por 244 pinturas y 261 dibujos y acuarelas.